# Partito per la Libertà e il Progresso
Il Partito per la Libertà e il Progresso (in tedesco: Partei für Freiheit und Fortschritt) è un partito politico attivo in Belgio, nella comunità germanofona.